# Вооружённые силы Хорватии
Вооружённые силы Хорватии (хорв. Oružane snage Republike Hrvatske (OSRH), официальное название Hrvatska vojska) — это государственная военная организация Республики Хорватии, предназначенная для защиты суверенитета, независимости и территориальной целостности государства.
ВС Хорватии состоят из органов управления, сухопутных войск (хорв. kopnena vojska), военно-воздушных сил и ПВО (хорв. ratno zrakoplovstvo i protuzračna obrana) и военно-морских сил (хорв. ratna mornarica).
Официальной датой создания является 3 ноября 1991 года. Подготовка к созданию современных вооружённых сил началась летом 1990 года с формирования добровольческих отрядов самообороны. 20 апреля 1991 года публично объявлено образование в системе министерства обороны республики Национальной гвардии Хорватии (хорв. Zbor Narodne Garde — ЗНГ) — профессиональной, униформированной структуры с военной организацией. 28 мая 1991 года в Загребе состоялся смотр и первый военный парад национальной гвардии, насчитывавшей к тому времени 35 тысяч человек, объединённых в четыре бригады. 24 августа 1991 года в составе ЗНГ создана военная полиция, численность которой к октябрю 1991 года была увеличена до 6500 военнослужащих. Во второй половине сентября 1991 года проведено слияние сил территориальной обороны и национальной гвардии, а 21 сентября образован Генеральный штаб вооружённых сил. 3 ноября 1991 года национальная гвардия формально переименована в Вооружённые силы Республики Хорватии.
День Вооружённых сил Республики Хорватии и День сухопутных войск Хорватии отмечается ежегодно 28 мая.
Официальное печатное издание вооружённых сил Хорватии «Hrvatski vojnik» выпускается с конца 1991 года.
1 апреля 2009 года Хорватия вступила в блок НАТО.

## История

### Этапы развития вооружённых сил

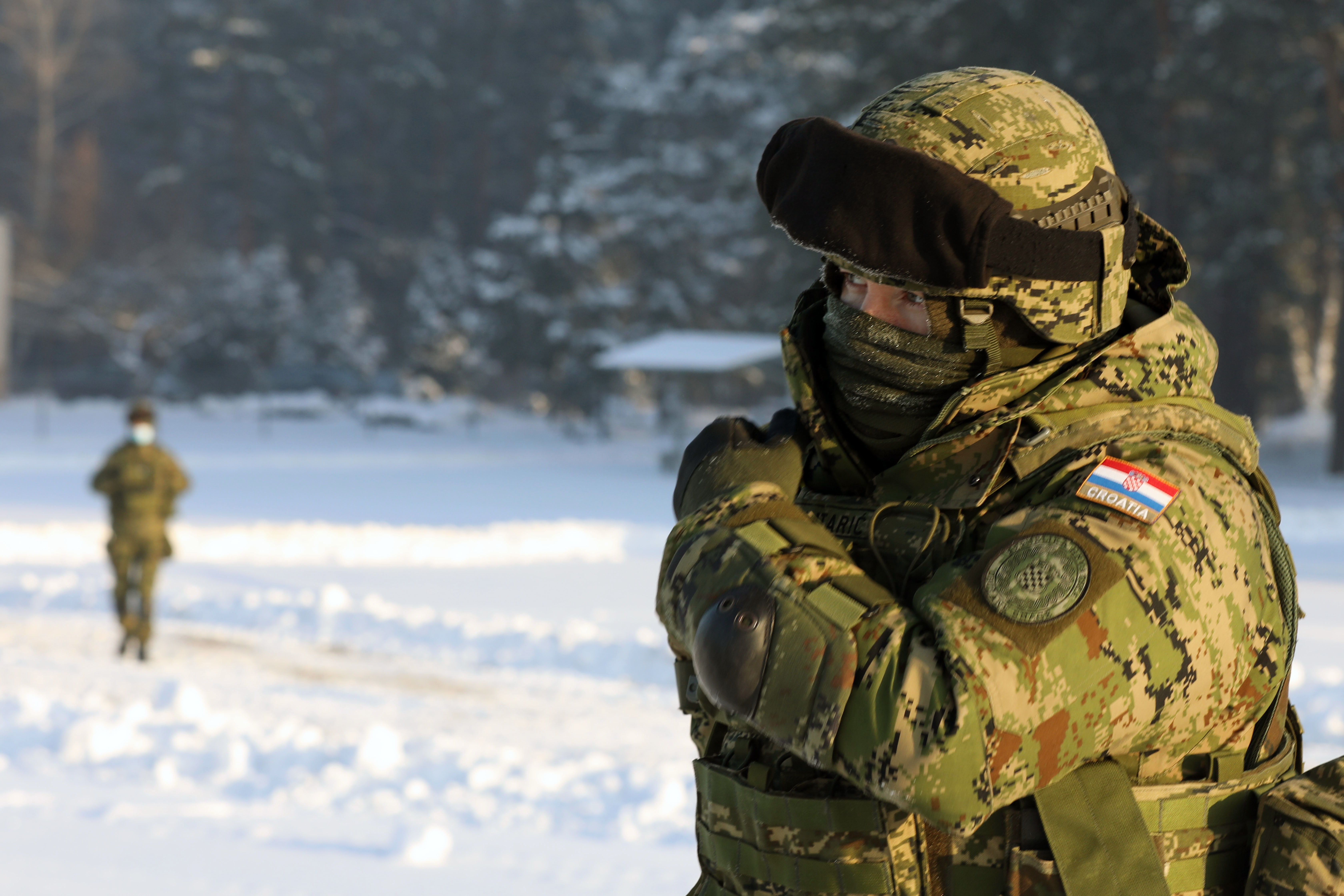
Хорватский солдат на полигоне Бемово-Писке в Польше. 18 января 2021 года.

Историк А. А. Пивоваренко выделяет четыре этапа развития вооружённых сил Хорватии.
Первый этап (1990—1992) — создание вооружённых сил (ВС РХ). Организация ВС РХ началась летом 1990 года сразу после прихода к власти нового националистического руководства. На этом этапе вооружённых сил ещё не было. Комплектование формируемых вооружённых сил проводилось кадровыми командирами и офицерами ЮНА, Территориальной обороны СР Хорватии и органов внутренних дел, профессиональными военными, прошедшими подготовку за рубежом, членами парамилитарных формирований (Хорватская национальная гвардия, Хорватская опора) и отрядов добровольцев, создаваемых политическими партиями (ХДС, ХПП). Задача вооружения решалась за счёт организации скрытых зарубежных поставок. ВС РХ были созданы 21 сентября 1991 года, когда был образован Генеральный штаб ВС во главе с А. Тусом.
Успешное решение задачи создания вооружённых сил обеспечило защиту курса республики к государственной самостоятельности. По мнению А. А. Пивоваренко, причины успеха объясняются не только действиями хорватского руководства, но и кризисом югославской армии и союзного государства. Так, например, военная организация и закупки вооружений не являлись секретом для командования ЮНА, в то же время эффективные контрмеры не применялись.
Второй этап (1992—1999). Пик боевой мощи. В этот период ВС РХ значительно нарастили свой боевой потенциал: выросла численность, количество бронетехники, появились вертолёты и боевая авиация, было развернуто собственное военное производство, создана инфраструктура, способная заменить утраченные военные объекты.
В условиях ограниченных ресурсов и потери четверти территории Хорватия создала армию, способную решать оборонительные и наступательные задачи, в том числе в соседней Боснии и Герцеговине. На данном этапе численность ВС РХ колебалась от 40—80 тысяч человек (во время перемирия) до 190—220 тысяч человек. Была решена главная задача — ликвидация Республики Сербская Краина и восстановление территориальной целостности в ходе военных действий мая и августа 1995 года. Второй этап характеризовался наивысшим напряжением сил, так как в армию мобилизовали каждого шестого мужчину Хорватии призывного возраста, а государственные военные расходы составляли 34,8 % ВВП страны.
Созданию ВС РХ способствовал благоприятный международный режим. Страны Европы и США поддержали провозглашение независимой Хорватии. Поставки вооружения в 1992—1995 годах осуществлялись в обход эмбарго ООН. Благоприятствовал действиям правительства республики режим миротворческой миссии ООН в Хорватии. Обучение и консультирование ВС РХ с 29 сентября 1994 года занимались частные военные компании, прежде всего MPRI.

Структура Вооружённых сил Республики Хорватии, 2009 год

Третий этап (2000—2014). Происходит НАТОизация Хорватии и сокращение вооружённых сил. 25 мая 2000 года Хорватия одной из последних европейских стран вошла в программу НАТО «Партнёрство во имя мира», а 1 апреля 2009 года — вступила в блок НАТО. По данным А. А. Пивоваренко, доля ВВП, выделяемая на оборону, последовательно сокращалась с 10 % в 2000 году до 1,3 % в 2014 году. Численность ВС РХ уменьшилась с 42 000 человек (2000 год) до 18 135 человек (2014 год). Происходило постепенное сокращение и, частично, устаревание технического парка, в основном бронетехники и авиации советских образцов. Тем не менее, положение не вызывало беспокойства руководства страны, так как, согласно Стратегии обороны и Стратегии безопасности 2002 года, республика находилась в «благоприятном международном окружении».
На третьем этапе ВС РХ стали активным участником международных военных и миротворческих операций. Значительное число военнослужащих приняло участие в миссии НАТО в Афганистане (до 350 человек единовременно). В мае 2008 года хорватские контингенты действовали в 15 из 17 миссий ООН по всему миру. С 2008 года комплектование вооружённых сил производится по контракту.
Четвёртый этап (2015 — н. в.). Принято решение о создании условий для увеличения военных расходов до 2 % ВВП в течение следующих трёх лет. План развития вооружённых сил на 2015—2024 годы предусматривает изменение облика сухопутных войск. Ставится задача создания более совершенных и унифицированных по западному стандарту вооружённых сил Хорватии, а также элементов единой оборонительной системы (в частности ПВО) её территории. Взят курс на усиление региональной интеграции. Стратегической целью является создание вооружённых сил, которые будут способны выполнить свои задачи согласно статье 5 Устава НАТО в любой точке мира.
С 1 января 2025 года в Хорватии возобновлены призыв и обязательная служба.

### Участие в военных преступлениях
Международный трибунал по бывшей Югославии в Гааге и судебные инстанции Хорватии расследовали ряд дел по обвинению военнослужащих хорватских вооружённых сил в совершении военных преступлений. В частности, генерал Мирко Норац был осуждён за причастность к убийству гражданских лиц в Госпиче.
В вину хорватским военнослужащим вменяется участие в таких событиях как на территории Хорватии (резня в Паулин-Дворе, массовые убийства в Сисаке, резня в Госпиче), так и на территории Боснии и Герцеговины (резня в Сиековаце и резня в Мрконич-Граде).

## Современное состояние

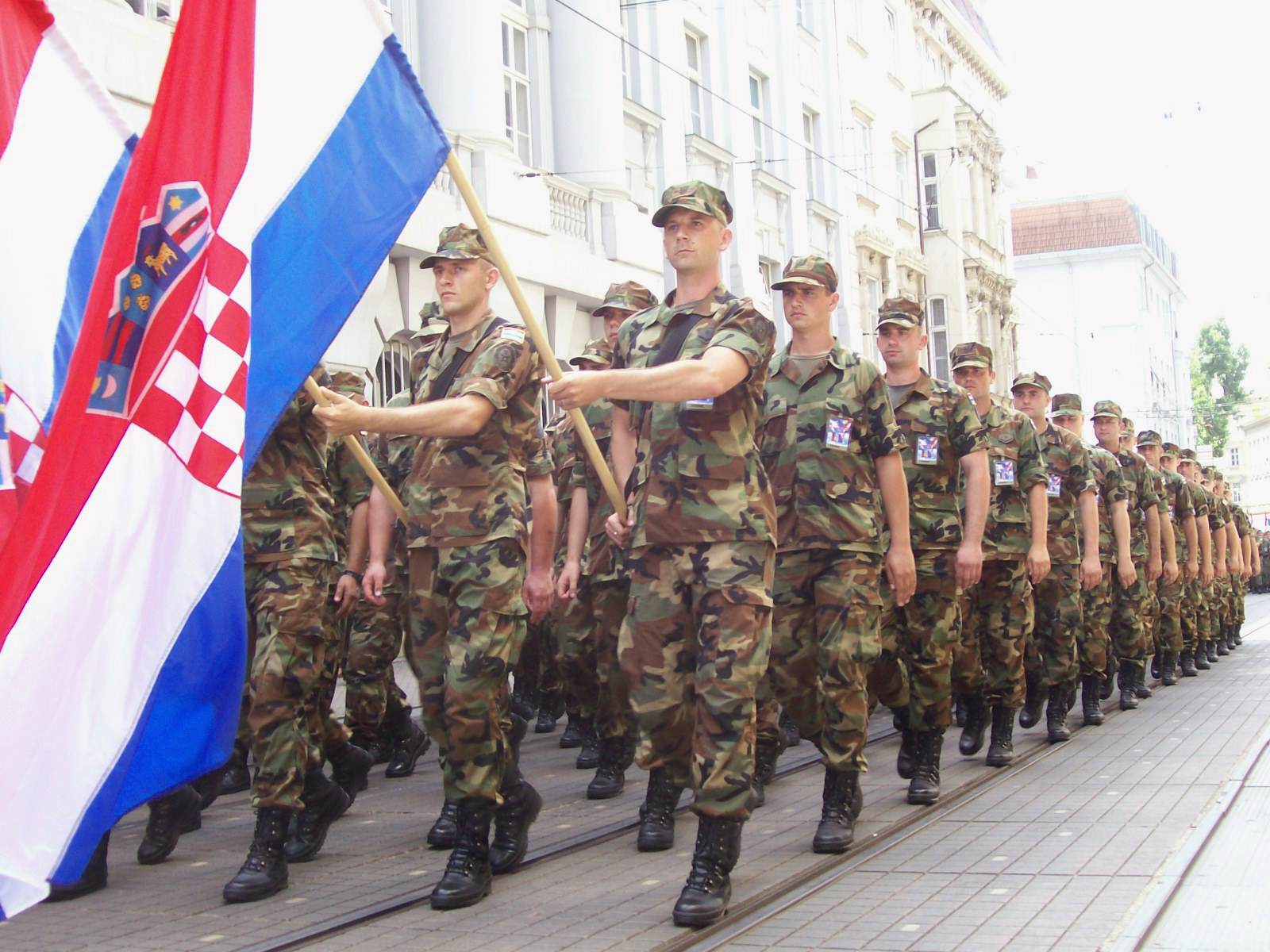
Солдаты хорватской армии на параде

По состоянию на 2011 год, общая численность вооружённых сил составляла 18,6 тыс. чел. (ещё 3 тыс. служили в полиции), количество резервистов — 21 тыс. чел.
- Сухопутные войска насчитывали около 11 390 военнослужащих, на вооружении находились 261 танк (в том числе, 186 Т-55, а также M47, M84 и Т-72М), 8 САУ, 104 БМП, 38 бронетранспортёров, два БРДМ-2, 416 буксируемых орудий полевой артиллерии, 132 противотанковых орудия Т-12, 222 РСЗО, 790 миномётов.
- Военно-воздушные силы и ПВО насчитывали 3,5 тыс. военнослужащих, шесть истребителей МиГ-21бис, четыре-Миг-21УМ, два военно-транспортных Ан-32, пять лёгких самолётов Zlin Z242L, двадцать PC-9, четыре CL-415, один AT-802F, а также 14 транспортных вертолётов Ми-8, десять Ми-171 и восемь Bell 206B.
- Военно-морские силы насчитывали 1850 военнослужащих, две отдельные роты морской пехоты, три сверхмалые подлодки, два корвета, три ракетных катера, два малых десантных корабля, 8 речных патрульных катеров, четыре десантных катера, один тральщик LM-51 учебный корабль, одно спасательное судно, один транспортный корабль PT-71 и два буксира, а также 21 артиллерийскую батарею береговой обороны и три батареи противокорабельных ракет RBS-15.
- Помимо трёх основных родов войск в непосредственном подчинении у Верховного командования находятся командование сил специального назначения, командование вспомогательных сил, батальон почётного караула, управление военной полиции, военная академия, центр разведки и некоторые другие подразделения.

## Иностранная военная помощь, поставки вооружения и техники
В октябре 2007 года были получены первые пять бронемашин Iveco LMV, в дальнейшем их количество увеличилось до десяти.
В 2009 году США передали хорватской армии 30 автомашин HMMWV, ещё семь — летом 2010 года и ещё 13 — в июне 2011 года.
В соответствии с соглашением от 7 апреля 2014 года, летом 2014 года США бесплатно передали вооружённым силам Хорватии 212 бронемашин класса MRAP (162 шт. M-ATV, 29 шт. HAGA и 30 шт. MaxxPro)

## Комментарии
1. ↑  Пивоваренко Александр Александрович, кандидат исторических наук, научный сотрудник Отдела современной истории стран Центральной и Юго-Восточной Европы Института славяноведения Российской академии наук[6].